# Nops simla
Nops simla  (лат.) — вид мелких пауков рода Nops из семейства Caponiidae. Центральная Америка: Панама, Тринидад и Тобаго. Длина голотипа самца 4,94 мм (самка до 5,92 мм).
Вид Nops simla был впервые описан в 1967 году американским арахнологом Артуром Чикерингом (1887—1974) вместе с таксонами Nops craneae, Nops gertschi, Nops flutillus, Nops largus, Nops sublaevis, Nops toballus, Nops ursumus и другими новыми видами. Таксон Nops simla включён в состав рода Nops MacLeay, 1839 и назван по имени места первого обнаружения (Simla, Arima Valley, Тринидад (остров)).